# 鄭銘謙
鄭銘謙（1958年10月12日—），中華民國檢察官，現任法務部部長，曾任法務部廉政署署長以及臺北、臺南、雲林、金門地方檢署檢察長。

## 經歷
2024年5月，擔任卓榮泰內閣首任法務部長。
2025年1月16日，法務部部長鄭銘謙批准死囚黃麟凱執行死刑，當晚10時2分正式槍決伏法。隔日他指出，這是依法執行死刑，實現正義。

## 外部連結
- 臺灣臺北地方檢察署檢察長介紹 （页面存档备份，存于）

| 中華民國政府職務 | 中華民國政府職務                    | 中華民國政府職務 |
| ---------------- | ----------------------------------- | ---------------- |
| 行政院           |                                     |                  |
| 前任： 蔡清祥    | 法務部部長 第十六任 2024年5月20日－ | 現任             |